# پرچم عمان
پرچم عمان به‌عنوان پرچم ملی و نشان غیرنظامی و نشان استان شناخته می‌شود و همچنین دارای تناسب ۱:۲ می‌باشد. این پرچم دارای سه رنگ سفید، قرمز و سبز است.

## نگارخانه